# Lärmiljö
Lärmiljö är en fysisk eller virtuell miljö i vilken lärande är tänkt att äga rum. Det kan beskrivas som hela den miljö och de sammanhang som en person befinner sig i under en skoldag. I biblioteksammanhang används ordet ofta som ett sätt att beskriva biblioteksmiljöer som är anpassade för vuxnas lärande.

## Lärmiljö i förskolan
Med lärmiljö i förskolan menas utformningen av dess utomhus- och inomhusmiljö för lek och lärande. Utformningen innefattar förskolans lek- och lärmiljöer, vilket till exempel innebär hur materialet är placerat, hur rummet är möblerat och vad som barnen ges tillträde till.
Förskolans lärmiljö finns omskriven i Läroplan för förskolan (Lpfö 98). Läroplanen säger att ”verksamheten ska genomföras så att den stimulerar och utvecklar barnens utveckling och lärande. Miljön ska vara öppen, innehållsrik och inbjudande”.
Skolverket skriver om vikten av genomtänkta lärmiljöer i förskolan. Det är till stor del inomhus- och utomhus miljön som sätter ramarna för hur det pedagogiska arbetet ska bedrivas i förskolan.”Hur miljön är utformad har betydelse för vilken utveckling som är möjlig. Den fysiska miljön skapar såväl förutsättningar som hinder för lek och lärande. Miljön ska ge barnen möjligheter att pröva, undersöka, utforska, experimentera, leka, skapa och konstruera. Om den fysiska miljön upplevs som otillgänglig, otrygg och understimulerad, utforskar och leker inte barn i den miljön. Miljön behöver också kunna förändras och anpassas över tid eftersom barngruppen hela tiden förändras och behoven därmed skiftar” (https://web.archive.org/web/20161010221828/http://www.skolverket.se/polopoly_fs/1.245969!/Menu/article/attachment/Inne_utemiljo.pdf) 
När en lärmiljö skapas i förskolan är det viktigt att barnens intresse tas tillvara, men också att de väcks och utmanas. Genom att tillföra oväntade vinklar, material och begrepp utmanas barnens lärprocesser. Miljö handlar inte enbart om materialet utan också om lokalernas utformning. För barnens bästa är det viktigt att storlek på lokaler, ljud ljus och luft är hälsosamma och säkra för barnen.

### Lärmiljö och institutionell inramning
Institutionell inramning är ett begrepp som nämns i samband med lärmiljö i förskolan. Det handlar om att förskolans verksamhet redan präglas av en given inramning- en institutionell inramning- vilket påverkar alla på förskolan. I en institutionell inramning upprätthålls ofta traditioner och social ordning över tid. Den sociala ordningen handlar om regler och handlingsmönster som underlättar och begränsar barnens och personalens samvaro på förskolan.  Miljöerna präglas av det ”barnen förväntas klara av” och rutiner diskuteras och motiveras sällan. Det finns tydliga gränser för vad barnen får och inte får göra.

### Lärmiljö och meningspotential och affordance
Med meningspotential menas det tolkningsutrymme som barnen erbjuds i förhållande till miljön i förskolan. Precis som nämndes i begreppet innan så finns det redan traditioner, normer och regler som präglas hur miljön och det material som finns förväntas användas. Det kan således finnas ett förväntat syfte med materialet, en mening med designen. Med affordance menas istället hur vi använder de resurser som finns i miljön. Här läggs inte så mycket fokus på det förväntade användandet utan istället hur ett material kan bli till en resurs i den situationen som den används. Det kan beskrivas som ”de möjligheter som framträder i samband med att ett objekt, en miljö eller liknande används av barnen som en resurs i deras meningsskapande arbete”.